# Ingoberga
Ingoberga (519? – 589 Tours) byla franská královna, první manželka franského krále Chariberta I.
Informace o jejím původu se nedochovaly. Ingoberga a Charibert byli rodiči Berthy, pozdější manželky kentského krále Æthelberhta a iniciátorky gregoriánské misie do anglosaské Anglie.
Ingobergino manželství nebylo lehké. Podle současníka Řehoře z Tours:
| „                                        | Král Charibert oženil se Ingobergou, se kterou měl dceru, která se poté provdala za manžela do Kentu, kam byla odvezena. V té době měla Ingoberga ve svých službách dvě dcery jistého chudého muže, z nichž první se jmenovala Marcovefa, která nosila roucho jeptišky, druhá byla Merofleda. Král je velmi miloval. Byly to, jak jsem řekl, dcery česáče vlny a tkalce. Ingoberga žárlila a tajně dávala jejich otci práci v domnění, že až to král uvidí, nebude jeho dcery chtít. Zatímco tkadlec pracoval, zavolala krále. Očekávala, že král uvidí něco divného, ale viděl tohoto muže pouze z dálky, jak tká královu vlnu. Rozzlobil se, Ingobergu opustil a oženil se s Merofledou. | “ |
| — Historia Francorum, Kniha IV, oddíl 26 | |   |